# Some heads
Some heads és una sèrie de murals de l'artista francès Thierry Noir, pintades al Mur de Berlín. Consisteixen en perfils de cares de colors vius i contrastats, semblants a dibuixos animats.
L'abril de 1984, Noir, juntament amb Christophe-Emmanuel Bouchet, van començar a pintar en el mur de Berlín, arribant a pintar-ne fins a 1 kilòmetre. Va començar llavors a pintar el mur: "Vaig decidir espontàniament començar a fer alguna cosa amb el mur. Em van fer moltes preguntes - tothom volia saber-ne alguna cosa - perquè era nou, no hi havia grans pintures al mur". Entre 1984 i la caiguda del Mur de Berlín molts altres artistes van pintar el mur, com ara Keith Haring, Kiddy Cidny, i Indiano. Noir es pot veure breument pintant el mur a la pel·lícula de Wim Wenders de 1987 Der Himmel über Berlin.
Després de la caiguda del mur, milers de persones van arribar a la ciutat alemanya armats amb cisells i martells disposats a emportar-se parts del mur. Fragments de l'obra de Noir al mur els podem trobar a:
- Battery Park, parc de Nova York
- Newseum, museu de Washington DC
- Museu dels Aliats, a Dayton, Ohio
- Loyola Marymount University, universitat de Los Angeles
- Jerry Speyer Collection, de Nova York
- Freedom Park, parc a Inchon, Corea del Sud
- Yokohama, ciutat del Japó
- Xochimilco, Mèxic
- Wende Museum a Culver City, Califòrnia

L'any 1992 el Mur de Berlín va ser declarat monument històric. El 2009, Noir va participar en una iniciativa de l'ajuntament que consistia a restaurar 1300 metres del mur, que s'havien desgastat pel vandalisme, l'erosió i el robatori. Com a part d'aquesta iniciativa, Noir, va pintar diversos del seus murals originals.
25 anys més tard de la caiguda del mur, es va fer la primera exposició d'obres íntegrament de l'artista. Va ser a la Howard Griffin Gallery del barri londinenc de Shoreditch. Segons l'artista va ser el moment oportú, 30 anys després que comencés a pintar el mur.

## Galeria
- Un homenatge a la princesa Diana de Gal·les, pintada en un fragment del Mur de Berlín (1998)
- Encàrrec de tres parts al cementiri de Berlín: Thierry Noir (part superior), Kiddy Citny i Christophe-Emmanuel Bouchet
- Tros del mur de Berlín a Nova York